# كاميلي روز غارسيا
كاميلي روز غارسيا (بالإنجليزية: Camille Rose Garcia)‏ هي رسامة وفنانة أمريكية، ولدت في 18 نوفمبر 1970.